# Džo Maračić
Džo Maračić – Maki (Kornić, Krk, 1943.) je hrvatski glazbenik. Pjevač je zabavne i pop glazbe. Također piše i sklada pjesme.
Sudjelovao je na Splitskom festivalu 1976. godine (Moja obala).

## Diskografija
(popis nepotpun)
- Moja pisma voljenoj, 1975.
- Vraćam se kući, 1976.
- Srce moje i tvoje u ljubavi stoje, 1978.
- Dušo moja, 1983.
- Zakucala ljubav stara, 1989.
- Izmisli pravu stvar, 1995.
- Uspomene, 2001.
- Sve najbolje, 2002.
- Nađi me, 2005.
- Pjevaj srce ludo, 2006.
- Pozdravi je prijatelju moj, 2006. (s Duškom Lokinom)
- Zlatna kolekcija, studeni 2008.
- Ljubav je sve, 2008. (s Duškom Lokinom i Emily)
- Country Dalmatino, 2009.

## Vanjske poveznice
- Službena web-stranica
- Slobodna Dalmacija Joe Maračić Maki vlastitim rukama izgradio zrakoplov
- Diskografija